# Tổng công ty tàu điện ngầm Seoul tuyến 9
Tổng công ty tàu điện ngầm Seoul tuyến 9 hay Seoul Metro Line 9 Corporation được thành lập vào năm 2004 để quản lý tàu điện ngầm Seoul tuyến 9 ở Seoul, Hàn Quốc.

## Tuyến
Tổng công ty tàu điện ngầm Seoul tuyến 9 chỉ quản lý một phần của tuyến 9 nhưng dịch vụ được cung cấp bởi tổng công ty tàu điện ngầm Seoul tuyến 9, điều hành bởi công ty liên doanh Hyundai Rotem (20%) và RATP Dev Transdev Asia (80%).
| Tên tuyến Tiếng Anh | Tên tuyến Hangul | Ga bắt đầu | Ga kết thúc                         | Tổng chiều dài bằng km |  |
|                     |                  |            |                                     |                        |  |
| (quản lý)           | 9호선            | Gaehwa     | Sinnonhyeon                         | 27.0 km                |  |
| (dịch vụ)           | 9호선            | Gaehwa     | Bệnh viện cựu chiến binh Trung ương |                        |  |
|                     |                  |            |                                     |                        |  |

## Liên kết
- Website chính thức